# Lithrea
Lithrea é um género botânico pertencente à família Anacardiaceae.